# Campeonato Paulista de Futebol de 1927 (LAF)
O Campeonato da Liga dos Amadores de Foot-ball de 1927 foi a 2.ª edição do campeonato organizado pela LAF, jogado pelos clubes paulistas filiados a esta liga. É reconhecido como legítima edição do Campeonato Paulista de Futebol pela FPF. O  campeão foi o Paulistano. 
O artilheiro foi Arthur Friedenreich, da equipe do Paulistano com 13 gols.
O Campeonato Paulista organizado pela Liga de Amadores começava a enfrentar problemas. Corinthians e Sílex aceitaram se transferir da competição da APEA para o campeonato da LAF, mas desistiram e retornaram antes do começo do torneio da entidade rival. Já o Clube Atlético Independência e o Esporte Clube Taubaté, já inscritos no torneio amador, desistiram de disputar o campeonato, e o torneio que deveria ter 14 clubes, teve apenas 10.

## Classificação final
| Classificação - Final | Classificação - Final | Classificação - Final | Classificação - Final | Classificação - Final | Classificação - Final | Classificação - Final | Classificação - Final | Classificação - Final | Classificação - Final |
| Time | Time                  | PG                    | J                     | V                     | E                     | D                     | GP                    | GC                    | SG                    |
| --- | --------------------- | --------------------- | --------------------- | --------------------- | --------------------- | --------------------- | --------------------- | --------------------- | --------------------- |
| 1 | Paulistano            | 21                    | 9                     | 6                     | 3                     | 0                     | 30                    | 7                     | 23                    |
| 2 | Hespanha              | 19                    | 9                     | 6                     | 1                     | 2                     | 23                    | 16                    | 7                     |
| 3 | Paulista              | 16                    | 9                     | 5                     | 1                     | 3                     | 24                    | 20                    | 4                     |
| 4 | São Bento             | 16                    | 9                     | 5                     | 1                     | 3                     | 17                    | 11                    | 6                     |
| 5 | Germânia              | 14                    | 9                     | 4                     | 2                     | 3                     | 25                    | 22                    | 3                     |
| 6 | AA das Palmeiras      | 11                    | 9                     | 3                     | 2                     | 4                     | 15                    | 23                    | - 8                   |
| 7 | Internacional         | 10                    | 9                     | 3                     | 1                     | 5                     | 16                    | 20                    | - 4                   |
| 8 | Atlético Santista     | 10                    | 9                     | 3                     | 1                     | 5                     | 17                    | 18                    | - 1                   |
| 9 | Antarctica            | 7                     | 9                     | 2                     | 1                     | 6                     | 16                    | 33                    | - 17                  |
| 10 | Sant'Anna             | 4                     | 9                     | 1                     | 1                     | 7                     | 8                     | 21                    | - 13                  |
| 11 | Independência         | -                     | -                     | -                     | -                     | -                     | -                     | -                     | -                     |
| 12 | Taubaté               | -                     | -                     | -                     | -                     | -                     | -                     | -                     | -                     |
| 13 | Corinthians           | -                     | -                     | -                     | -                     | -                     | -                     | -                     | -                     |
| 14 | Sílex                 | -                     | -                     | -                     | -                     | -                     | -                     | -                     | -                     |
| PG - pontos ganhos; J - jogos; V - vitórias; E - empates; D - derrotas; GP - gols pró; GC - gols contra; SG - saldo de gols |                       |                       |                       |                       |                       |                       |                       |                       |                       |

## Premiação
| Campeão Paulista de 1927 (Campeonato da LAF) |
| -------------------------------------------- |
| PAULISTANO (10º título)                      |